# Benedykt
Benedykt – imię męskie pochodzenia łacińskiego. Wywodzi się od słowa benedictus, oznaczającego „tego, o którym się dobrze mówi”; „tego, któremu się dobrze życzy”. Znanym imiennikiem był Benedykt z Nursji, założyciel opactwa benedyktyńskiego na Monte Cassino, i Spinoza.
Benedykt imieniny obchodzi: 12 stycznia, 12 lutego, 11 marca, 23 marca, 27 marca, 3 kwietnia, 16 kwietnia, 30 kwietnia, 7 maja, 11 maja, 7 lipca, 11 lipca, 16 lipca, 21 lipca i 13 listopada.
Żeńskim odpowiednikiem jest Benedykta.

## W innych językach
- język angielski – Benedict
- język niemiecki – Benedikt
- język włoski – Benedetto
- język francuski – Benoît
- łacina – Benedictus
- język duński – Benedikt
- esperanto – Benedikto[2]
- język niderlandzki – Benedictus
- język hebrajski – Baruch
- język norweski – Benedikt
- język węgierski – Benedek
- język portugalski – Bento
- język hiszpański – Benedicto
- język estoński – Benedictus
- język chorwacki – Benedikt
- język rumuński – Benedict
- język litewski – Benediktas
- język czeski – Benedikt
- język sycylijski – Binidittu
- język luksemburski – Benoît
- język polski – Benedykt

## Znane osoby o imieniu Benedykt

### Święci i błogosławieni
- św. Benedykt Biscop
- św. Benedykt z Nursji
- św. Benedykt, towarzysz Andrzeja Świerada
- św. Benedykt z Awinionu

### Papieże
- Benedykt I
- Benedykt II
- Benedykt III
- Benedykt IV
- Benedykt V
- Benedykt VI
- Benedykt VII
- Benedykt VIII
- Benedykt IX
- Benedykt X
- Benedykt XI
- Benedykt XII
- Benedykt XIII
- Benedykt XIV
- Benedykt XV
- Benedykt XVI

### Inne osoby
- Benedykt (biskup Porto e Santa Rufina)
- Benedykt (biskup poznański)
- Benedykt (patriarcha Jerozolimy)
- Bieniak (Benedykt) Będlewski
- Benedykt (Bobkowski)
- Benedetto Castelli
- Benedykt Chmielowski
- Benoît Clapeyron
- Benedetto Cotrugli
- Benedict Cumberbatch
- Benedykt Dąbrowski (pilot)
- Benedikt Doll
- Benedykt Dybowski
- Bengt Erland Fogelberg
- Bengt Erik Grahn (ur. 1941) – szwedzki narciarz alpejski
- Benedykt Hertz
- Wieniedikt Jerofiejew
- Benoît Mandelbrot
- Benito Mussolini
- Beno Otręba
- Benedykt (Plaskin)
- Benedykt (Płotnikow)
- Benedykt Rejt (1454−1543) − czeski budowniczy, architekt i kamieniarz pochodzenia niemieckiego, zwany Mistrzem Benedyktem; reprezentant architektury przełomu gotyku i renesansu
- Benedykt z Sandomierza
- Baruch Spinoza
- Benedykt (Tsekuras)
- Moritz Benedikt Cantor
- Józef Benedykt Łączyński